# مزرعه اسلام‌آباد (سیرجان)
مزرعه اسلام‌آباد، روستایی از توابع بخش پاریز شهرستان سیرجان در استان کرمان است.

## جمعیت
این روستا در دهستان سعادت‌آباد قرار دارد و براساس سرشماری مرکز آمار ایران در سال ۱۳۹۵، جمعیت آن ۱۶۱ نفر (۵۰ خانوار) بوده‌است.